# Ralung
Ne doit pas être confondu avec Shedrub Choekhor Ling.

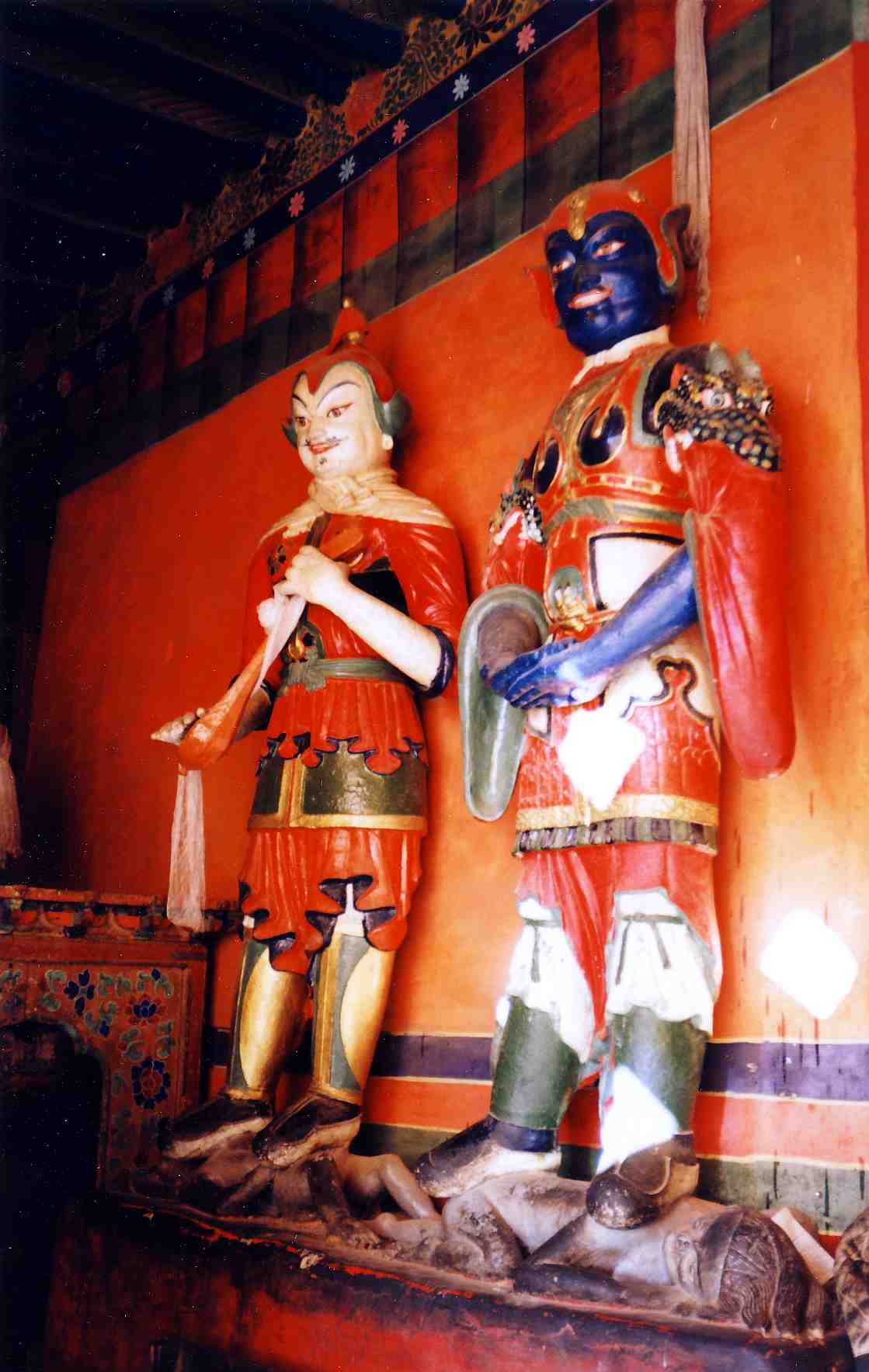
Déités protectrices au monastère de Ralung au Tibet, 1993

Le monastère de Ralung, situé dans la province de Tsang du Tibet occidental, est le siège traditionnel de l'ordre Drukpa Kagyu du Bouddhisme Tibétain. Il fut fondé en 1180 par Tsangpa Gyare qui fut le premier Gyalwang Drukpa et fondateur de l'ordre Drukpa.
Le monastère est situé dans l'actuel comté de Gyantse (à quelques km au sud de la route reliant Nagartsé et Gyantsé), au nord du district de Gasa situé Bhoutan. Dans les temps précédents, le commerce pouvait se faire en passant par le col du Yak La traversant l'Himalaya, étendant l'influence de Ralung au Bhoutan.
Le monastère est entouré de sommets imposants et des glaciers de Gyetong Soksum (6,244 m), Jangzang Lhamo (6,324 m) et Noijin Kangsang (en) (7,206 m). Dès le début, l'emplacement a été reconnu comme très auspicieux :

« Les huit symboles auspicieux rehaussent les environs : la montagne en face du monastère a la forme d’une conque blanche tournant dans le sens des aiguilles d’une montre ; le sommet du col de Rala ressemble à un précieux parasol ouvert, le pic derrière Pokya ressemble à un vase débordant, le pic Tsenchou ressemble à une bannière de la victoire hissée haut, la colline Yangon ressemble à une paire de poissons dorés, le sol à Gormo ressemble à une roue d’or, la colline en direction de Penthang ressemble à une tige de lotus ouvert avec deux courants ressemblant à deux oiseaux se faisant face, et la prairie Gyamo ressemble à un nœud auspicieux. »

Le fondateur du Bhoutan, le premier Shabdrung, Ngawang Namgyal, était le 18e abbé du monastère de Ralung. En 1616, il fuit le Tibet après que sa reconnaissance comme  réincarnation d'un lettré renommé, Pema Karpo (le 4e Gyalwang Drukpa), fut remise en question par le gouverneur de la province de Tsang. Ngawang Namgyel s'avéra une incarnation digne de Pema Karpo : il surpassa de loin les accomplissements de ses persécuteurs en unifiant les vallées en conflit du Bhoutan, repoussant les assauts du Tibet, façonnant une identité nationale et établissant un gouvernement bouddhique Drukpa qui existe encore aujourd'hui de façon modifiée comme Gouvernement Royal du Bhoutan.
Les autres noms du monastère de Ralung sont Shedrub Chokhar Ling Gompa (nom originel), Druk Ralung, et Ralung Gompa.

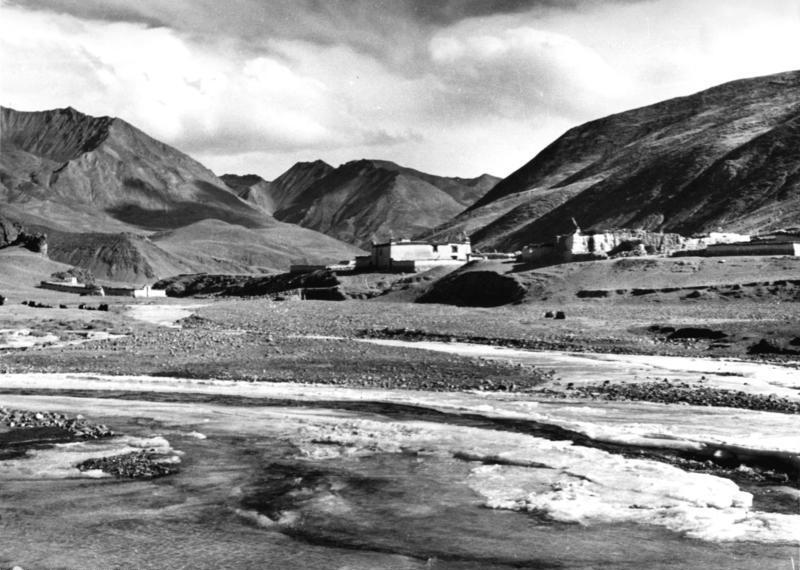
Ralung Gompa en 1939.
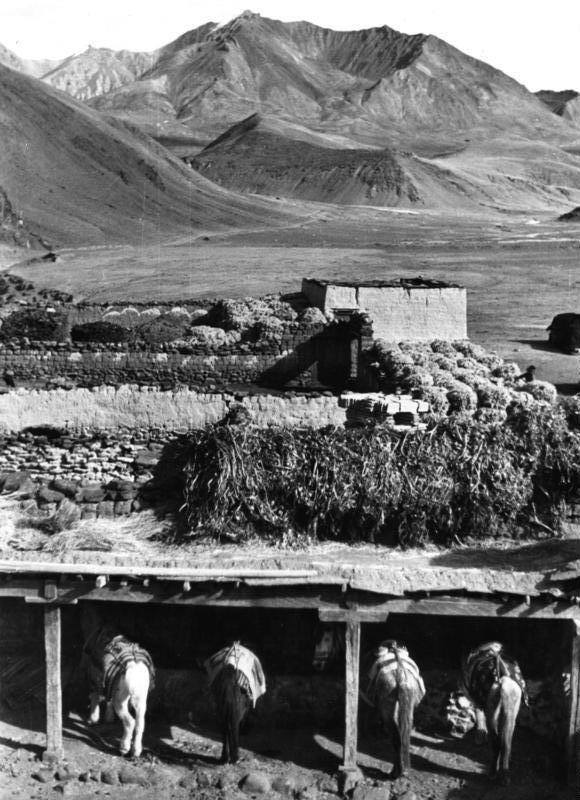
Écurie de chevaux à Ralung, 1939.
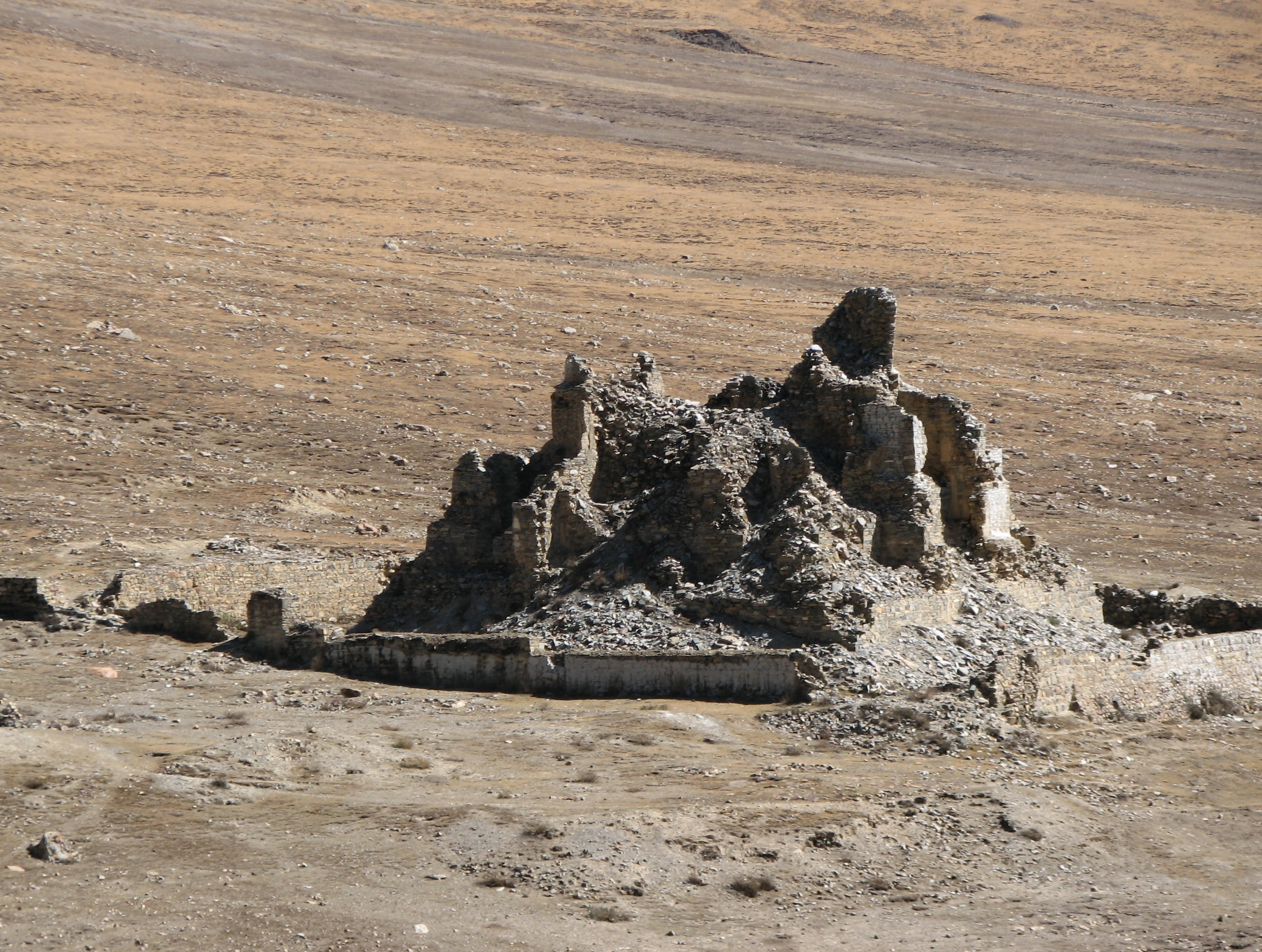
Ruines du Kumbum (chörten) de Ralung, construit selon le modèle du Kumbum de Gyantsé, et détruit durant la révolution culturelle.
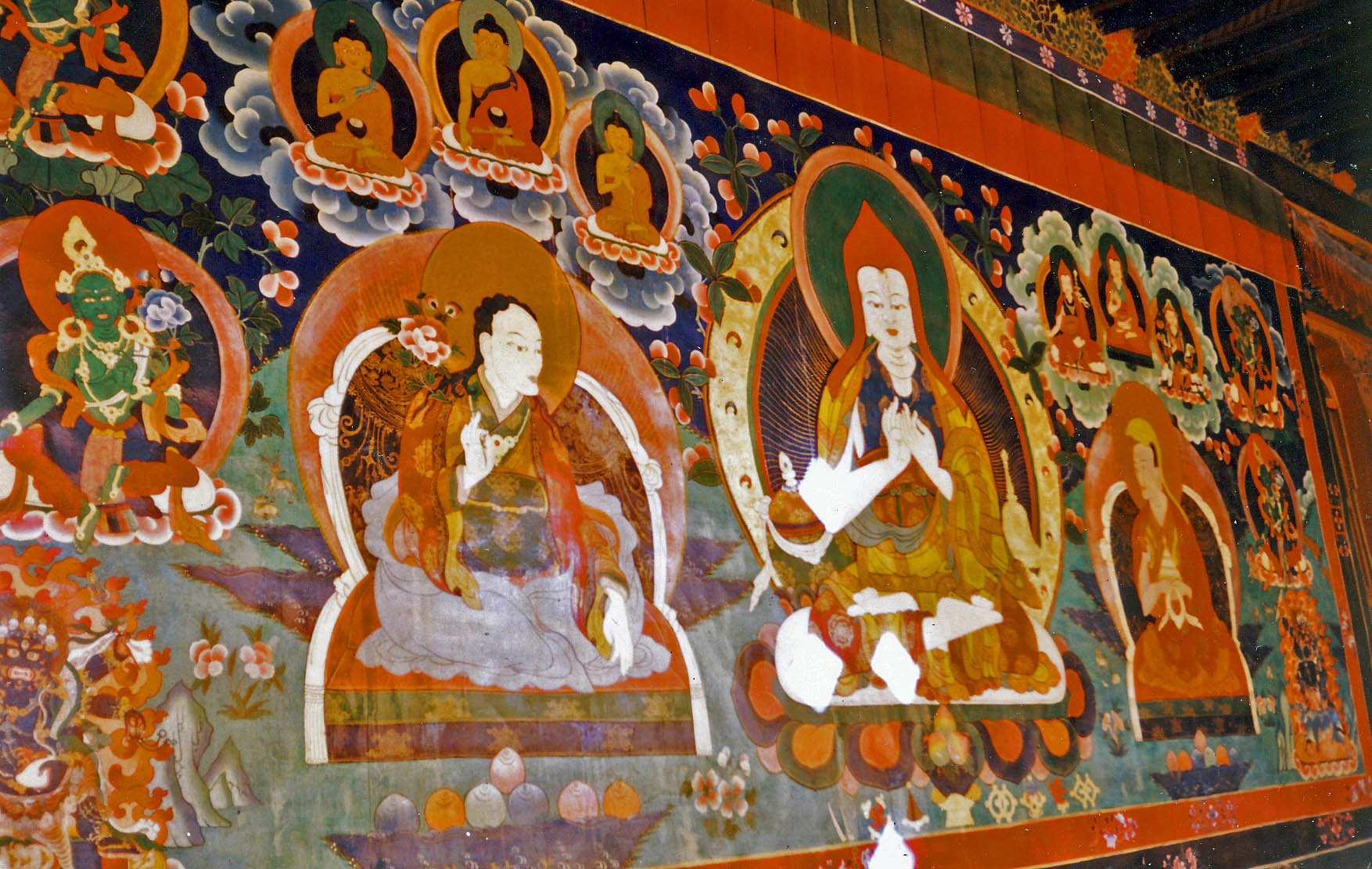
Peinture murale à Ralung Gompa, Tibet, 1993.